# St. Germanus (Niederzissen)

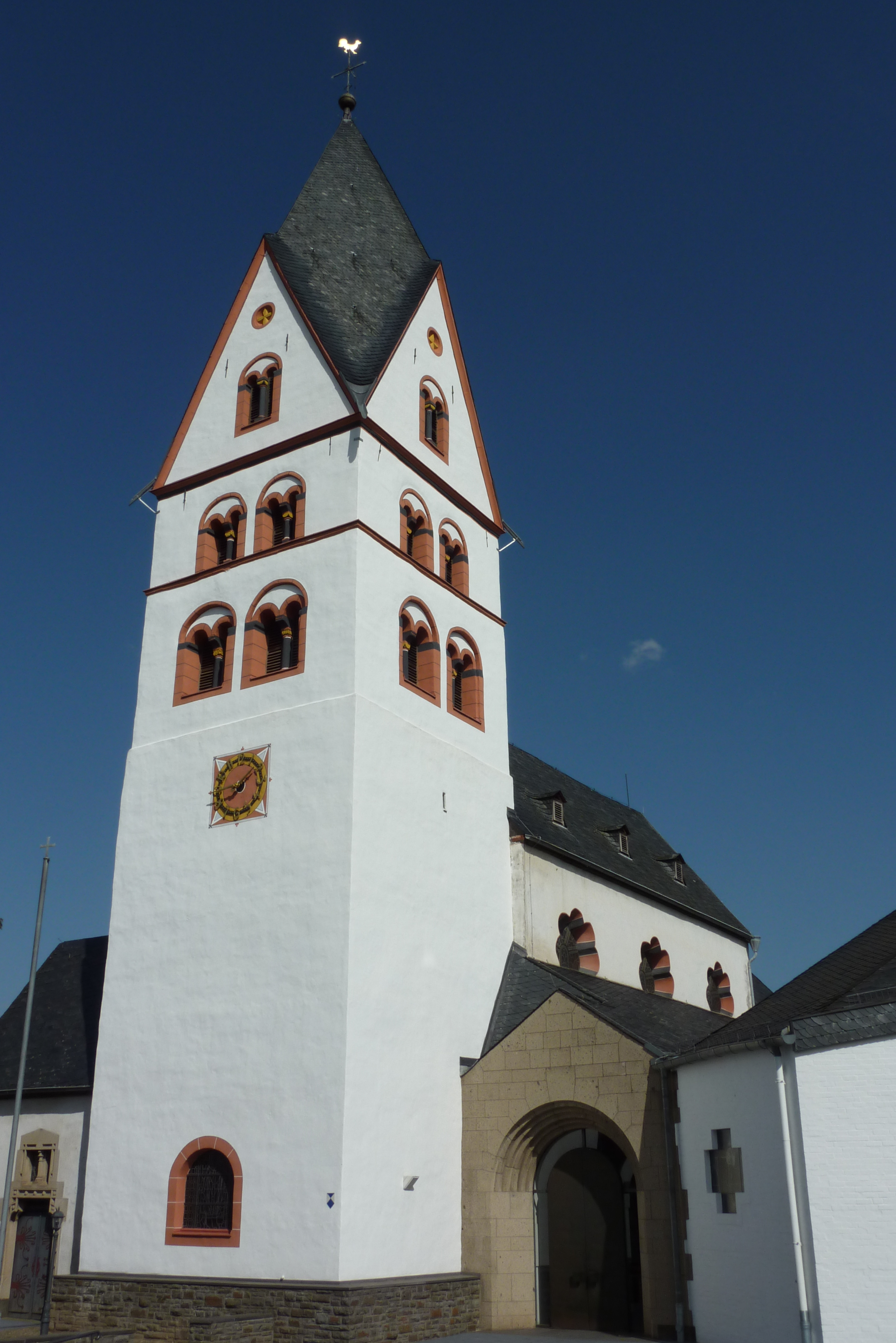
St. Germanus

Die katholische Pfarrkirche St. Germanus in Niederzissen, einer Ortsgemeinde im Landkreis Ahrweiler in Rheinland-Pfalz, ist ein denkmalgeschütztes Kirchengebäude. Die Kirche ist dem hl. Germanus von Auxerre geweiht.

## Geschichte
Die ursprüngliche Kirche wurde in der Mitte des 12. Jahrhunderts gebaut, von dieser sind die unteren Geschosse des Turmes erhalten. Ein Neubau wurde nach 1225 im Übergangsstil von der Romanik zur Gotik errichtet. In den Jahren 1832, 1839, 1906/07 und 2007 wurden umfangreiche Renovierungen und Instandsetzungen durchgeführt. Im Jahr 1862 wurde der Kirchturm aufgestockt und erhielt ein Rhombendach.
Von 1966 bis 1968 wurde das Gebäude nach einem Entwurf von Heinrich Otto Vogel um einen siebeneckigen, zeltförmigen Anbau mit Dachreiter erweitert.

## Beschreibung
Das Kirchengebäude ist eine dreischiffige Basilika mit drei Jochen und Gratgewölben. Der Chor hat einen fünfseitigen Abschluss. Der Turm ist leicht eingezogen.
Besonders wertvoll ist das romanische Taufbecken. An der Ostseite der Kirche ist ein 165 cm hohes Relief mit der Darstellung des heiligen Germanus angebracht. Es wurde von dem Bildhauer Hans Gerhard Biermann aus Tuffstein geschaffen.
Im Kirchturm hängen drei historische Glocken: Die älteste ist die Christkönigsglocke aus dem Jahr 1337, die beiden anderen sind die Marienglocke von 1462 und die St.-Sebastianus-Glocke von 1728.

## Pfarrei Brohltal Herz Jesu
Niederzissen und seine Kirche St. Germanus gehören zur Pfarrei Brohltal Herz Jesu im Pastoralen Raum Sinzig des Bistums Trier.